# Европско првенство у атлетици на отвореном 1946 — 3.000 метара препреке за мушкарце
Такмичење у трци на 3.000 м са препрекама у мушкој конкуренцији на 3. Европском првенству у атлетици 1946. одржано је 25. августа на стадиону Бислет у Ослу.
Титулу освојену у Пааризу 1938, није бранио Ларс Ларсон из Шведске.

## Земље учеснице
Учествовало је 11 такмичара из 1 земаља. 
1. Белгија  (1)
2. Грчка  (1)
3. Данска  (1)
4. Пољска (1)
5. Финска (1)
6. Француска (2)
7. Чехословачка (2)
8. Шведска (2)

## Рекорди
| Рекорди пре почетка Европског првенства 1938. | Рекорди пре почетка Европског првенства 1938. | Рекорди пре почетка Европског првенства 1938. | Рекорди пре почетка Европског првенства 1938. | Рекорди пре почетка Европског првенства 1938. |
| --------------------------------------------- | --------------------------------------------- | --------------------------------------------- | --------------------------------------------- | --------------------------------------------- |
| Светски рекорд                                | Ерик Елмсетер Шведска                         | 8:59,6                                        | Стокхолм, Шведска                             | 4. август 1933.                               |
| Европски рекорд                               | Ерик Елмсетер Шведска                         | 8:59,6                                        | Стокхолм, Шведска                             | 4. август 1933.                               |
| Рекорди европских првенстава                  | Ларс Ларсон, Шведска                          | 9:16,2                                        | Париз, Француска                              | 5. септембар 1938.                            |
| Рекорди после Европског првенства 1938.       |                                               |                                               |                                               |                                               |
| Рекорди европских првенстава                  | Рафаел Пужазон, Француска                     | 9:01,4                                        | Осло, Белгија                                 | 5. септембар 1938.                            |

## Освајачи медаља
|                          |                        |                       |
| Рафаел Пужазон Француска | Ерик Елмасетер Шведска | Торе Шестранд Шведска |

## Резултати

### Финале
| Место | Атлетичар              | Земља        | Резултат | Бел.    |
| ----- | ---------------------- | ------------ | -------- | ------- |
|       | Рафаел Пужазон         | Француска    | 9:01,4   | РЕП, НР |
|       | Ерик Елмасетер         | Шведска      | 9:11,0   |         |
|       | Торе Шестранд          | Шведска      | 9:14,0   |         |
| 4.    | Алф Олесен             | Данска       | 9:18,8   | НР      |
| 5.    | Жан Гале               | Француска    | 9:19,6   |         |
| 6.    | Пенти Синталопи        | Финска       | 9:21,0   |         |
| 7.    | Јиндржих Поудни        | Чехословачка | 9:33,4   | НР      |
| 8.    | Марсел Vandewattyne    | Белгија      | 9:37,0   |         |
| 9.    | Василиос Маврапостолос | Грчка        | 9:41,2   |         |
| 11.   | Тадеуш Свињански       | Пољска       | 10:22,8  |         |
| —     | Јан Паулу              | Чехословачка | НЗ       |         |

## Укупни биланс медаља у трци на 3.000 метара са препрекама за мушкарце после 3. Европског првенства 1938—1946.
|    | Земља      | Злато | Сребро | Бронза | Укупно |
| -- | ---------- | ----- | ------ | ------ | ------ |
| 1. | Шведска    | 1     | 1      | 1      | 3      |
| 2. | Француска  | 1     | 0      | 0      | 1      |
| 3. | Немачка    | 0     | 1      | 0      | 1      |
| 4. | Финска     | 0     | 0      | 1      | 1      |
|    | Укупно {4} | 2     | 2      | 2      | 6      |

|                                       | Земља                                 | Злато                                 | Сребро                                | Бронза                                | Укупно                                |
| Није био вишеструких освајача медаља. | Није био вишеструких освајача медаља. | Није био вишеструких освајача медаља. | Није био вишеструких освајача медаља. | Није био вишеструких освајача медаља. | Није био вишеструких освајача медаља. |
| ------------------------------------- | ------------------------------------- | ------------------------------------- | ------------------------------------- | ------------------------------------- | ------------------------------------- |